# 格林伍德 (加利福尼亞州埃爾多拉多縣)
格林伍德（英語：Greenwood）是位於美國加利福尼亞州埃爾多拉多縣的一個非建制地區。該地的面積和人口皆未知。

## 地理
格林伍德的座標為38°53′46″N 120°54′46″W / 38.89611°N 120.91278°W，而該地的平均海拔高度為490米（即1608英尺）。